# Миловер Ланд
Миловер Ланд (њем. Milower Land) општина је у њемачкој савезној држави Бранденбург. Једно је од 26 општинских средишта округа Хафеланд. Према процјени из 2010. у општини је живјело 4.687 становника. Посједује регионалну шифру (AGS) 12063189.

## Географски и демографски подаци
Миловер Ланд се налази у савезној држави Бранденбург у округу Хафеланд. Општина се налази на надморској висини од 30 метара. Површина општине износи 160,5 km². У самом мјесту је, према процјени из 2010. године, живјело 4.687 становника. Просјечна густина становништва износи 29 становника/km².